# Напівлегендарні конунги Швеції
Напівлегендарні конунги Швеції (швед. Svenska sagokungar Svenska sagokungar) — послідовність шведських конунгів від Егіла до Еріка VI Переможця, про яких відомо з таких джерел, як ісландські саги, «Беовульф», твори Рімберта, Адама Бременського і Саксона Граматика. Їх реальне існування ставиться під сумнів, оскільки відомості про них отримані з недостовірних джерел. По-шведськи їх називають sagokungar, що можна перевести як «казкові королі» або «королі з саг». Майже всіх напівлегендарних королів джерела відносять до династії Інглінгів (Скілфінгів) або за прямим походженням, або через Рагнара Лодброка, і династії Скельдунгів.

## Династія Інглінгів/Скілфінгів
Конунги, що належать до древньої династії, згаданої як в ісландських сагах, так і в «Беовульфі». Події, які передували монархам носять міфічний характер і наведені в списку міфічних правителів Швеції. Окрім зазначених, королі династії згадані і в інших, більш надійних джерелах.
- Егіл (480 — 515)
- Оттар Вендельський Ворон (515 — 520)
- Адільс (520 — 575)
- Йостен (575 — 600)
- Сьйольве (600 — 615)
- Інгвар Високий (615 — 620)
- Анунд I Першопоселенець (620 — 640)
- Інг'яльд Підступний (640 — 650)

## Династія Скйольдунгів
Династія Скйольдунгів змінила Інглінгів в VII ст., Хоча представники династії час від часу ставали королями Швеції і в попередні роки. Згадки про неї збереглися в легендах про Гаральда Боєзуба і Рагнара Лодброка. Бйорн Залізнобокий вважається засновником цієї династії. За твердженням Саксона Граматика, Сігурд Перстень належав до Інглінгів і був сином Інг'яльда Підступного. Однак в сагах його батьком вказано Рандвера, конунга гардарікі, або Вальдара, намісника Данії, який був одружений з Алфгільдою, дочкою Івара або Грьоріка Сіяча Перснів, короля Данії і Зеландії.
- Івар Широкі Обійми (650 — 695)
- Гаральд Боєзуб (695 — 735)
- Сігурд Перстень (735 — 756)
- Рагнар Лодброк (756 — 794)
- Йостен Жорстокий (794)

## Династія Мунсйо
Між джерелами немає повної згоди, причина якої — можливість одночасного правління декількох конунгів, так як Швеція в той час була виборною монархією. Найбільш логічне пояснення полягає в тому, що королі правили спільно, наприклад, два брата могли бути обрані разом. Особливо згадуються випадки, коли велася громадянська війна (Бйорн II Гогський, Анунд II Уппсальський) або проблеми наступності (Ерік Переможний, Улоф II Бйорнсон, Стюрбйорн Сильний).
- Бйорн I Залізнобокий (794 — 805)
- Ерік II Бйорнссон (805 — 810)
- Рефіл Бйорнссон (805 — 810)
- Ерік III Рефілссон (810 — 829)
- Бйорн II Гогський (829 — 845)
- Анунд II Уппсальський (829 — 845)
- Улоф I Бйорнссон  (840 — 855)
- Ерік IV Анундссон (855 — 882)
- Ерік Ведергатт (середина IX ст.), Можливо, він же Ерік IV Емундсен
- Рінг Ерікссон (882 — 910)
- Бйорн III Старий (910 — 950)
- Ерік V Рінгссон (940 — 950)
- Емунд I Рінгссон (940 — 950)
- Емунд II Ерікссон (950 — 970)
- Улоф II Бйорнссон (970 — 975);
- Ерік VI Переможець (970 — 975).